# پی‌دبلیوان
پی‌دبلیوان (انگلیسی: PWN) شرکت انتشارات لهستانی است، که در سال ۱۹۵۱ تأسیس شد.